# Муџахедин
Муџахедин (арап. &#1605;&#1580;&#1575;&#1607;&#1583;&#1610;&#1606) јест множина именице муџахид (арап. &#1605;&#1580;&#1575;&#1607;&#1583), што дословно значи „борац“, неко ко се ангажовао у џихаду, или „борби“, али се често преводи као „свети ратник“. У касном двадесетом веку, израз „муџахедин“ је постао популаран у медијима за описивање разних наоружаних бораца који подржавају исламистичке идеологије.

## Етимологија
Арапске речи обично имају корен од три слова. Корен речи муџахедин је Џ-Х-Д (ج-ه-د), што значи „напор"; ово је исти корен као корен речи џихад, што значи „борба“. Муџахид је стога оригинално неко ко се бори или напреже. Овај израз је чак и у арапском преузео значења која су специфично религиозна, или специфично војна, или обоје.

## Авгански муџахедини
Најпознатији и најозлоглашенији муџахедини су били из разних лабаво повезаних опозиционих група које су се бориле против совјетске инвазије на Авганистан између 1979. и 1989. Ове групе су се затим међусобно бориле у грађанском рату. Ове муџахедине су у значајној мери финансирале, наоружавале и тренирале Сједињене Државе (под председницима Џимијем Картером и Роналдом Реганом), Пакистан, Саудијска Арабија, и Кина. Реган је о муџахединима говорио као о „борцима за слободу ... који дефинишу принципе независности и слободе који чине основу глобалне безбедности и стабилности." У западној култури, муџахедини су сликани позитивно у популарним акционим филмовима The Living Daylights и Рамбо III. Након што су се Совјети повукли, муџахедини су се раздвојили у две лабаво повезане супротстављене фракције, Авганску северну алијансу и Талибане, који су водили грађански рат за контролу над Авганистаном.
Богати Саудијац, Осама бин Ладен је био истакнути муџахедински организатор и финансијер; његов Мактаб ал-хадамат (службена канцеларија) је дотурао новац, оружје и муслиманске борце из целог света у Авганистан, уз помоћ и подршку америчке, пакистанске и саудијске владе. 1988, бин Ладен се одвојио од МАК-а.
Авганистански муџахедини су настали из хаоса, раширили се и тријумфовали у хаосу, и на исти начин су владали. Готово свим ратним операцијама су руководиле локалне вође. Како је ратовање постало софистицираније, спољна подршке и регионална координација је расла. Па ипак, основне јединице муџахединских организација и акција су наставиле да осликавају високо сегментисану природу авганског друштва..
Током герилског рата, вођство се особено повезало са титулом „командир“. Ова титула се односила на независне вође, избегавајући идентификацију са разрађеном војном бирократијом повезаном са чиновима попут генералских. Сегментација власти и религијско вођство су биле две вредности које је призивала номенклатура настала у рату.
Оливије Рој је проценио да је након четири године рата, постојало најмање 4.000 из којих су дејствовале муџахединске јединице. Већина њих је била у склопу седам партија које су прогнане из матичног Пакистана. Оне су служиле као извори набавки, и различитих нивоа супервизије. Значајни командири су обично водили 300 или више бораца, контролисали неколико база, и доминирали у области одређене покрајине. Покушавана је и хијерархијска организација изнад. Њихове операције су варирале у домету, а најамбициознија је била она коју је организовао Ахмад Шах Масуд из долине Панџшир, северно од Кабула. Он је водио најмање 10.000 тренираних бораца на крају рата са Совјетима, и проширио је своју политичку контролу на области Авганистана у североисточним покрајинама, којима су доминирали Таџици.
Рој је такође описао регионалне, етничке и секташке варијације у муџахединским организацијама. У паштунским областима на истоку, југу и југозападу, племенска структура, са много ривалских под-зона, је омогућила основу за војну организацију и руковођење. Мобилизација се могла повезати са традиционалном борбеном верношћу племенских лашкара (оружаних снага). У погодним околностима, овакве формације су лако могле да достигну више од 10.000 припадника, како се и догодило када су велики совјетски напади отпочели у источним покрајинама, или када су муџахедини опседали градове, као што је Кост у покрајини Пактиа. Али у кампањама опсадног типа, традиционалне масовне јединице—посебно уобичајене непосредно по завршетку жетве—су се показале лошим када би им се супротставили добро утврђени браниоци са модерним наоружањем. Издржљивост лашкара је била непоправљиво кратка; мало опсада је успело.
Мобилизација муџахедина у не-паштунским областима се суочавала са разним препрекама. Пре инвазије, мало не-Паштуна је поседовало ватрено оружје. У раним стадијумима рата, оружје је најлакше прибављано од војних снага или жандармерије која би пребегла или пала у заседу. Међународно тржиште оружја и страна војна подршка је последња стигла у мањинске области.
У северним регионима је постојало мало војничких традиција на којима би била грађена оружана борба. Мобилизација је махом потицала од политичког руководства, и била је у блиској вези са Исламом.
Рој убедљиво показује контраст између друштвеног вођства религиозних личности у персијским и регионима Авганистана где су се говорили турски језици, и оних где су у већини били Паштуни. Како су им недостајали снажни политички представници у држави којом су доминирали Паштуни, мањинске заједнице су се обично за вођство окретале пировима (свецима) који су поштовани из верских или харизматичних разлога.
Многи муслимани из других земаља су се јављали као добровољци разним муџахединским групама у Авганистану, и они су стекли значајно искуство у герилском ратовању. Неке групе ових ветерана су били значајни фактори у скоријим сукобима као што је сукоб у Босни.
Муџахедини су победили када је Совјетски Савез повукао трупе из Авганистана 1989. године, што је било праћено падом режима Мохамада Наџибулаха 1992. Међутим, муџахедини нису успоставили јединствену владу, и збацила их је са власти радикална група придошла из Пакистана, позната као Талибани 1996. Муџахедински ветерани су се регруписали као Северна алијанса и 2001. су уз војну помоћ САД и међународне заједнице збацили са власти Талибане, и формирали нову владу под Хамидом Карзајем.

## Муџахедини уБосни и Херцеговини
Током сукоба који су отпочели по распаду бивше Југославије, снаге босанских муслимана су добиле знатну финансијску и војну помоћ од исламских земаља. Помоћ се огледала и у слању искусних муџахедина који су били организовани у јединице као што је била "Ел Муџахедин", и које су остале запамћене по почињеним злочинима у Босни. Одређени број ових муџахедина се задржао у Босни и по окончању рата. Они су добили босанско држављанство, и организовали су своју контролу над појединим селима у Босни, где су наметнули шеријатски закон. Познато је да постоје муџахединске базе у околини Зенице, и у селима недалеко од Брчког. Муџахедини који су дошли из арапских земаља су регрутовали одређену количину локалног становништва, које данас чини основу такозване беле Ал Каиде - ово су исламски терористи који представљају посебну опасност за западне земље, јер због своје светле пути не изазивају сумњу, и лако се уклапају у окружење.

## Муџахедини уИраку
Новоорганизовани муџахедини у Ираку се састоје и од шиитских и од сунитских муслимана, који се противе присуству америчких снага (и снага њихових савезника) у Ираку. Њихов циљ је да формирају Ислам као једини закон, и да успоставе исламску државу.